# Fruela z Kantábrie
Fruela Kantabrijský nebo Fruela Pérez (asi 708? – 756) byl druhý syn vévody Petra Kantabrijského a bratr krále Alfonsa I. Asturského.

## Život
Podle obou verzí kroniky krále Alfonse III. Fruela doprovázel svého bratra v taženích proti muslimským nepřátelům. Úspěšně dobyl několik měst včetně Luga, Tui, Porta, Bragy, Viseu, Chaves, Ledesmy a dalších.

### Rodina
Jméno Fruelovy manželky je neznámé. Měl s ní tři děti:
- Bermudo I. Asturský;[1]
- Aurelius Asturský;[1]
- Dcera, jejíž jméno je neznámé. Podle všeho si vzala šlechtice z Álavy jménem Lope, se kterým měla syna Garcíu a dceru Muniu z Álavy, manželku krále Fruely I. Asturského.[4]